# Quartéis-generais do Führer

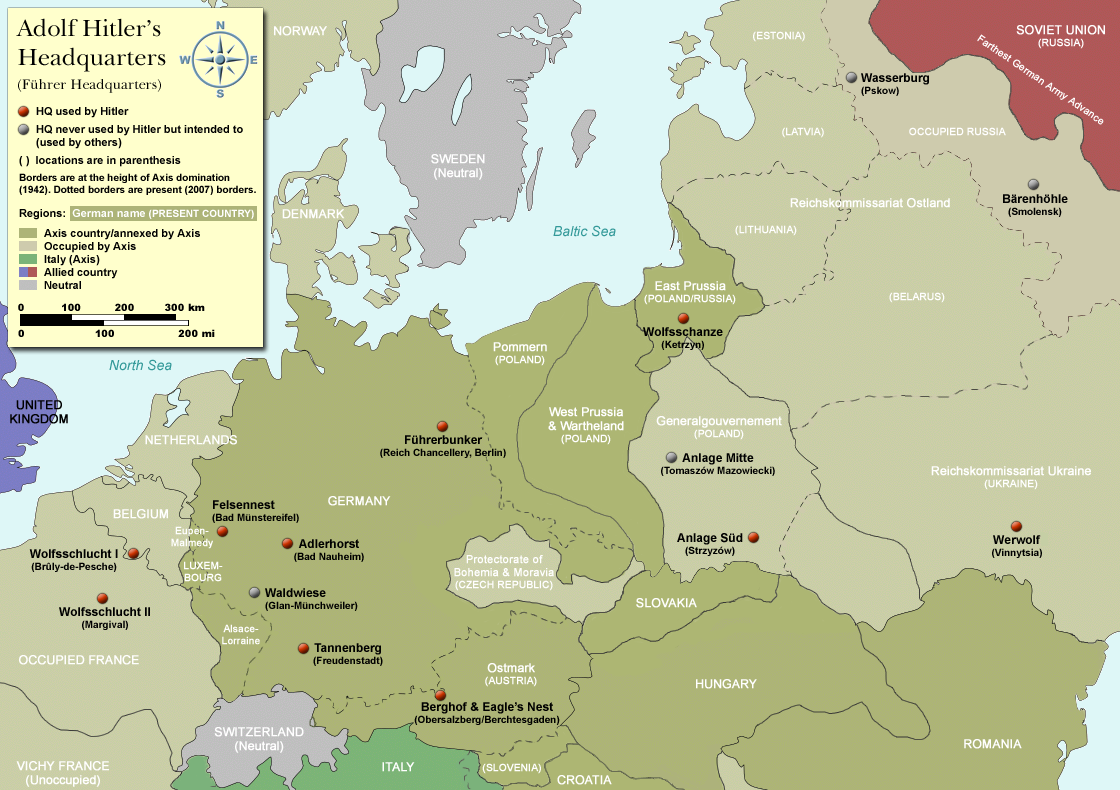
Mapa dos quartéis-generais do Führer na Europa.

Os quartéis-generais do Führer(em alemão:  Führerhauptquartiere - FHQ) é um nome comum para uma série de sedes oficiais usadas pelo líder nazista Adolf Hitler e vários comandantes e funcionários alemães em toda a Europa durante a Segunda Guerra Mundial.
Talvez a sede mais conhecida fosse o Führerbunker em Berlim, na Alemanha nazista, onde Hitler cometeu suicídio em 30 de abril de 1945. Outras sedes notáveis são o Wolfsschanze (Toca do Lobo) na Prússia Oriental, onde Claus von Stauffenberg, ao lado de outros conspiradores, tentou assassinar Hitler em 20 de julho de 1944, e a casa particular de Hitler, o Berghof, em Obersalzberg, perto de Berchtesgaden, onde freqüentemente se encontrou com destacados funcionários estrangeiros e nacionais.